# Galzig
De Galzig is een 2184 meter hoge bergtop in de Lechtaler Alpen in het Oostenrijkse Tirol. De berg behoort tot het Skigebiet Arlberg en is door skiliften van de Arlberger Bergbahnen AG ontsloten.
Vanuit het dal voeren drie skiliften de berg Galzig op. Vanuit Sankt Anton am Arlberg loopt de Galzigbahn, die gebouwd werd na sloop van de vorige skilift en die in december 2006 werd geopend. Verder lopen de Zammermoosbahn en de Sankt-Christophbahn naar de Galzig. Beide liften zijn stoeltjesliften, die zijn uitgerust met een tegen het weer beschermende kap.
In de zomer is Galzig een geliefde berg voor wandelaars. In de winter vormt de berg het belangrijkste knooppunt van het skigebied rondom Sankt Anton am Arlberg.
Vanaf de Galzig kunnen gemakkelijk de omliggende bergen Gampen, Kapall, Schindlergrat, Valluga, Vallfagehr en Albona bereikt worden.